# Geographie und Klima der Stadt Salzburg

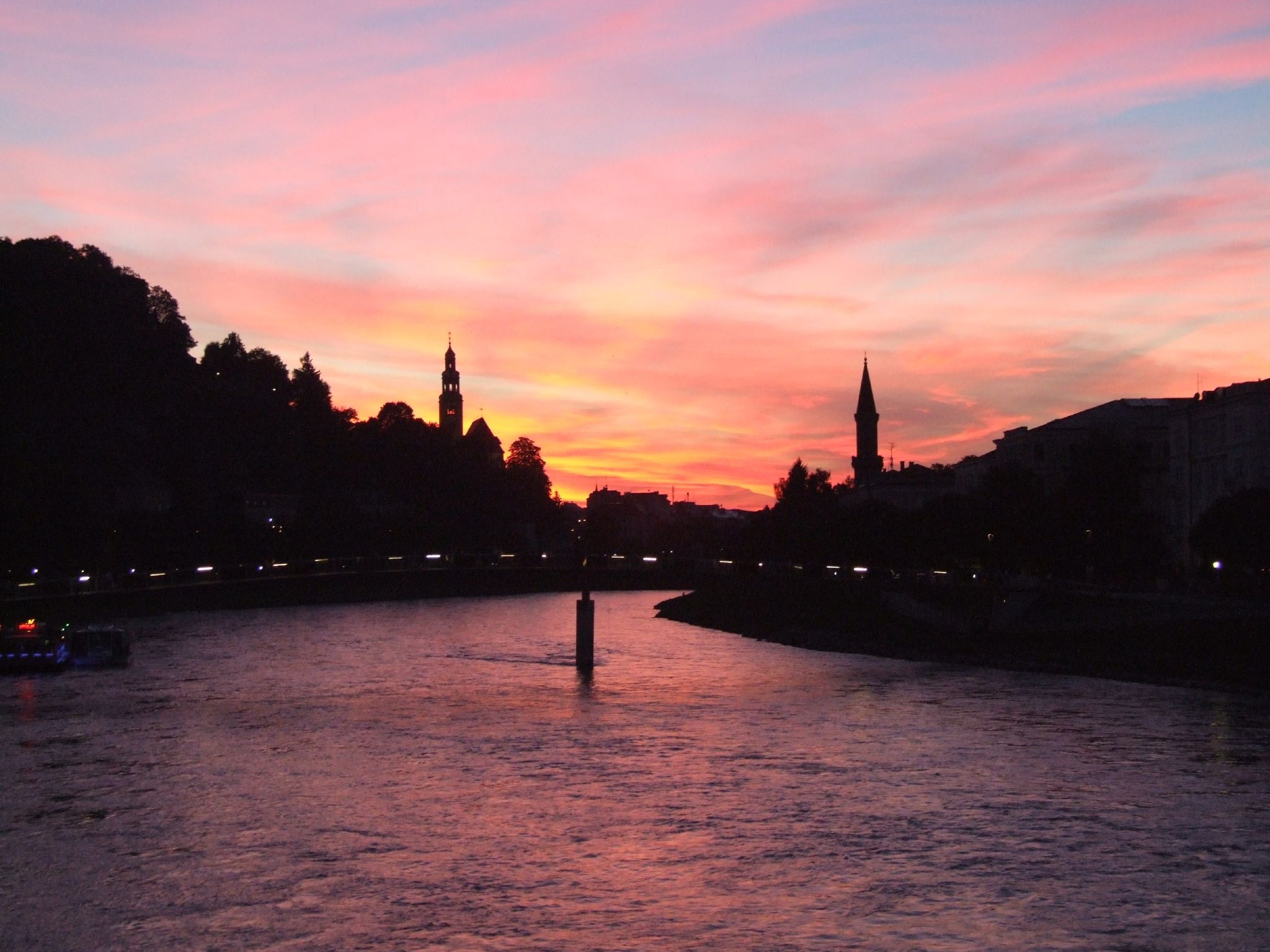
Abenddämmerung in Salzburg

Dieser Artikel behandelt Geographie und Klima der Stadt Salzburg.

## Lage
Das von Hügelland, Mittel- und Hochgebirgen umrahmte Salzburger Becken entstand durch spät- und nacheiszeitlichen Schwemmfächer der Salzach und der Saalach. Zuvor war es durch eiszeitliche Gletscher mehrmals ausgeräumt worden.
Die inneren Stadtberge sind linksufrig der Salzach der Festungsberg, der Mönchsberg und der Rainberg. Rechtsufrig liegt der Kapuzinerberg samt dem kleinen vorgelagerten Bürglstein.
Der Morzger Hügel und der Hellbrunner Berg im Süden der Stadt und der kleine Grafenhügel westlich von Altliefering liegen ebenfalls im Salzburger Becken. Sie sind teils aufragende Teile des felsigen Beckenuntergrundes oder aber Erosionsreste der einst geschlossenen Konglomerat-Decke, die in der letzten Zwischeneiszeit durch Geschiebe von Salzach und Saalach entstanden ist.
Salzburg bildet die Mitte von drei Verbänden bzw. Bereichen
dem Regionalverband Salzburg Stadt und Umlandgemeinden.
Zu diesem Verband gehören neben der Stadtgemeinde im Süden und Westen die Gemeinden Elsbethen, Anif, Grödig, Großgmain, Wals-Siezenheim sowie im Norden die Gemeinden Bergheim, Hallwang, Eugendorf, Elixhausen und Anthering. Die Gemeinden Koppl und Plainfeld haben sich bisher geweigert, dem Regionalverband beizutreten.
dem Verflechtungsbereich Salzburger Zentralraum gemäß Landesentwicklungsprogramm 2003.
Zu diesem Planungsraum zählen neben der Stadt Salzburg alle Gemeinden des Flachgaues, alle Gemeinden des Tennengaues außer Rußbach und Abtenau, die salzachnahen oberbayrischen Gemeinden Tittmoning, Fridolfing, Kirchanschöring, Petting, Laufen, Saaldorf-Surheim, Teisendorf, Freilassing, Ainring, Anger, Piding, Bad Reichenhall und Bayerisch Gmain, sowie die oberösterreichischen Gemeinden südlich der Nordgrenze von Ostermiething, Tarsdorf, Geretsberg, Gilgenberg, Handenberg, St. Georgen am Fillmannsbach, Pischelsdorf, Schalchen, Maria Schmolln, Sankt Johann am Wimberg und Pöndorf, sowie die Salzkammergutgemeinden Weißenkirchen, Oberhofen, Zell am Moos, Tiefgraben, Innerschwand und Mondsee.
der Euregio Salzburg - Berchtesgadener Land - Traunstein ("Europaregion Salzburg")
Zum Gemeindeverband EuRegio Salzburg – Berchtesgadener Land – Traunstein gehören neben der Stadt Salzburg alle Gemeinden des Flachgaues, alle Gemeinden des Tennengaues außer Abtenau, Rußbach und Annaberg, die Pongauer Gemeinden Werfen, Pfarrwerfen und Werfenweng, Mühlbach am Hochkönig und Bischofshofen, die Pinzgauer Gemeinden Unken, Lofer, St. Martin, Weißbach, Leogang, Saalfelden und Maria Alm, sowie alle Gemeinden der oberbayrischen Landkreise Berchtesgadener Land und Traunstein.

### Große Wiesenräume
Der größte Grünkeil der Stadt ist der wesentlich von Wiesen geprägte Landschaftsraum Leopoldskroner Moos beiderseits der Moosstraße. Er ist durch kleinere Grünflächen mit der Parklandschaft um den Leopoldskroner Weiher und den St. Peter Weihern verbunden.
Der Grünraum im Raum Maxglan, im Umfeld des Salzburger Flughafens gelegen, ist heute stark mit dem umgebenden Siedlungsraum verzahnt. Im Nordwesten ist der Wiesenraum und der parkartige Erholungsraum um die Salzachseen ein wichtiger, bis zum Glanspitz in die Stadt hinein reichender, Grünkeil. Von Nordosten reicht der Grünraum des Langmooses mit dem kleinen Moorrest des Samer Mösls bis zum Alterbach im Stadtteil Itzling. Zu den von Wiesen geprägten Grünräumen der Stadt zählt auch der Hangfuß des Plainberges.

### Große Wälder
In Beckenlage finden sich größere Waldinseln abseits der Inselberge entlang der Salzach und Saalach. Im Süden der Stadt finden sich solche fossile Salzachauen zwischen Salzach und dem Wiesenraum der Hellbrunner Allee sowie rechtsufrig in der kleinen Aigner Au.
Im Norden der Stadt ist an Saalach und Salzach bis zum Glanspitz in die Stadt reichend ebenfalls ein fossiler Auwald vorhanden, der hier naturräumlich an das grenzübergreifende EU-Schutzgebiet „Untere Salzach“ anschließt.
Der geschlossene Waldkomplex des Morzger Waldes (historischer Name: Grödiger Eichet) ist die größte geschlossene Waldfläche abseits des Gaisberges, die in den Raum der Gemeinde Anif ausgreift.
Der Kapuzinerberg ist heute fast zur Gänze bewaldet, der Mönchsberg und Rainberg zum größeren Teil. Das weitaus größte Waldgebiet im Raum der Stadt Salzburg ist am Gaisberg und den angrenzenden Mittelgebirgsbergen zu finden.

## Geologische Gliederung

### Inselberge
Der Festungsberg ist ebenso wie der Kapuzinerberg großteils aus Hauptdolomit aufgebaut. Die Südseite des Mönchsbergs und der höchste Bereich des Kapuzinerberges werden dabei von Triaskalken überlagert, auf denen kleinräumig noch kreidezeitliche Gosaumergel liegen. Diese Inselberge stellen geologisch eine Verbindung zwischen dem Hohenstaufen und dem Gaisberg dar und sind aus dem quartären Becken ragende Teile eines von eiszeitlichen Gletschern überschliffenen Riegels, der zwischen Gosaumergeln im Süden und den Flyschgesteinen im Norden erhalten blieb.
Niedriger und kleiner ist der aus Gosaumergeln aufgebaute Morzger Hügel. Mönchsberg, Rainberg und Hellbrunner Berg sind Reste des von der Salzach in der Mindel-Riss-Zwischeneiszeit in den Salzach-Beckensee geschütteten Flussdeltas. Im Schutz vorgelagerter härterer Gesteine entgingen sie der Erosion durch die Eiszeitgletscher. Das Konglomerat dieser Berge ist dabei von schmalen sandigen Schichten getrennt geschichtet und vielerorts unter dem Begriff „Salzburger Nagelfluh“ bekannt.

### Hügelland
Im Nordosten hat die Stadt im Raum zwischen Bergheim und Mayrwies Anteil an den Flyschbergen des Alpenvorlands. Die Kuppen von Plainberg Berg-Sam, und Heuberg begrenzen hier das Salzburger Becken. Diese landschaftsprägenden Hügel befinden sich zum Großteil außerhalb des Stadtgebietes, nur südwestliche Ausläufer reichen samt den Hangfüßen ins Stadtgebiet.

### Mittelgebirge
Der Gaisberg mit dem vorgelagerten Kühberg bildet als Teil der Osterhorngruppe die Ostbegrenzung des Salzburger Beckens. Der Taleinschnitt des Alterbaches trennt hier geologisch das Mittelgebirge vom Hügelland. Die Nordhänge des Gaisberges als auch des Kühberges werden von Dolomit aufgebaut, der Kühberg-Südhang und die oberen Gaisberghänge im Westen und Südwesten werden von Plattenkalken gebildet. Den Großteil des Gaisberges wird aus Schichten aus der Gosauzeit gebildet. Das Moränenmaterial im Bereich des Zistelgutes belegt die Mächtigkeit der eiszeitlichen Gletscher.

### Trockene Terrassen
Die so genannte Friedhofsterrasse ist die größte trockene Terrassenebene der Stadt Salzburg. Die östliche Hangkante der Friedhofsterrasse zur unteren Salzachebene ist im gesamten Verlauf durch die Stadt gut erkennbar. Diese Terrassenkante führt vom südlichsten Teil der Stadt im Schlosspark Hellbrunn entlang des Hellbrunnerberges und führt stadteinwärts entlang der am Oberen Rand der Kante verlaufenden Morzgerstraße bis nach Morzg, wo die Friedhofsterrasse halbinselförmig bis zur Emsburg an der Hellbrunner Allee vorragt. Im Weiteren verläuft die Hangkante östlich der Gneiser Straße und des namensgebenden Kommunalfriedhofes und bildet in der Folge die westliche Grenze des Nonntales bis zum Mönchsberg. Nördlich des Berges verläuft die Friedhofterrassenkante um den erhöht liegenden historischen Kern von Mülln herum und folgt dann hier vorübergehend weniger deutlich der Westbahnlinie bis zur Glan. Nördlich der Glan verläuft die Terrassenkante nördlich um die Christian-Doppler-Klinik und weiter östlich der Lieferinger Hauptstraße bis nach Altliefering. Nördlich des Ortskernes bildet sie als markante Grenze den östlichen Rand des Siedlungsraumes und zieht sich dabei bis nördlich der Forellenwegsiedlung zur Alluvialterrasse der Saalach fort.
Die „Untere“ oder „Hammerau-Terrasse“ liegt etwas tiefer als die Friedhofsterrasse, ist aber in der Stadt nur kleinräumig entwickelt. Sie wird zudem östlich der Salzach teilweise von den Schwemmkegeln von Gersbach, Glasbach und Klausbach überlagert.
Die historischen Kerne der rechtsufrigen Vororte Glas, Parsch und Gnigl liegen am Fuß des Gaisberges ebenfalls auf den Schwemmfächern.

### Salzachniederung
Der gegenüber den trockenen Terrassen vergleichsweise jüngste Teil der Stadt ist die salzachnahe Alluvialebene mit dem heutigen Fluss. Diese tiefstliegenden Salzachtalböden waren früher stark von Altarmen und Seitenarmen durch reich gegliederte Augebiete geprägt, welche durch die Regulierung hochwasserfrei wurden und durch die allmähliche Senkung des Grundwasserspiegels trocken fielen. Die dortigen Pseudogleye und Auböden des Salzachalluviums sind heute gute Ackerböden.

### Moore
Zwischen den tiefliegenden Alluvionen von Salzach und Saalach liegen in die trockenen Terrassen eingelagert, feuchte Moorflächen. Die größte derartige feuchte Fläche bildet das Leopoldskroner Moos, die zweite große Fläche das Itzlinger Moos (Schallmoos und Langmoos). Ursprünglich lagerten in weiten Bereichen über einer etwa einen Meter dicken Niedermoorschicht etwa 50 cm Übergangsmoor und darüber bis 8 Meter Hochmoortorf. Unter dem Torf liegt eine Lage von wasserundurchlässigem Ton (Seeton) in der Mächtigkeit von 0,5 – 1 m (Leopoldskroner Moos). Das Schallmoos, heute großteils verbaut besitzt Ton- und Schluffablagerungen, die mehrere 10 m mächtig sind.
Nur wenige Restflächen wie das Samer Mösl oder Teile des Leopoldskroner Moores sind davon in ihrem Charakter noch naturnah erhalten, der Großteil wurde entwässert, als Fettwiese oder Acker genutzt, oder wurde wie im Schallmoos zu Gewerbe- und Wohngebiet umgestaltet. Auch das einstige Kasernmoos und Parschermoos ist heute zerstört und weitgehend bebaut.

## Die Böden der Stadt Salzburg
In den vor der Salzachregulierung öfter überschwemmten Tallagen herrschen Auböden und Gleyböden auf. Auch Bereiche der Glan und der Saalach sind von Gleyböden bestimmt und auch der Nordhang des Kühberges ist von einem solchen Bodentyp bedeckt. Pseudogleyböden finden sich in Vernässungsräumen am Gaisbergfuß aber auch in einst staunassen Teilen unterhalb der Friedhofterrasse.
Die Moorbereiche in Landwied und dem Leopoldskroner Moos sind mit teilweise oberflächlich stark zersetzter Moorboden bedeckt. Restmoorböden sind aber auch im Großraum des Flughafens Salzburg, der randlich einst zum Moorkomplex des Leopoldskroner Moores gehörte zu finden. In dem Räumen der Trockenen Terrassen, aber auch am Mönchsberg, und großräumig am Gaisberg finden sich überwiegend Braunerden. Am Gaisberg sind die Braunerden mit Rotlehmböden verzahnt, am Plainbergfuß, im Raum Kasern und am Heuberg mit Felsbraunerden. Rendsinaböden, kleinräumig durchmischt mit Braunerden sind am Kapuzinerberg, am Festungsberg, in großen Teilen des Kühberges sowie in den höchsten Lagen des Gaisberges vorherrschend.

## Klima
Die Stadt Salzburg im Salzburger Becken liegt zwischen 420 und 430 m Seehöhe über dem Meeresspiegel der Adria. Salzburg liegt in der Übergangszone zwischen atlantisch-maritimem und kontinentalem Klima, das durch mäßig kalte Winter und warme Sommer mit ganzjährigen Niederschlägen (Hauptschwerpunkt im Sommerhalbjahr) gekennzeichnet ist. Im Vergleich zu anderen österreichischen Großstädten weist die Stadt bedingt durch ihre Lage am nördlichen Alpenrand höhere Niederschlagsmengen und häufigere Starkwinde auf.
|                       | Jan | Feb | Mär | Apr | Mai | Jun | Jul | Aug | Sep | Okt | Nov | Dez |   |      |
| Mittl. Tagesmax. (°C) | 2   | 4   | 9   | 14  | 19  | 22  | 24  | 23  | 20  | 14  | 8   | 3   | ⌀ | 13,5 |
| Mittl. Tagesmin. (°C) | −6  | −5  | −1  | 4   | 8   | 11  | 13  | 13  | 10  | 5   | 0   | −4  | ⌀ | 4    |
|                       |     |     |     |     |     |     |     |     |     |     |     |     |   |      |
| Niederschlag (mm)     | 63  | 59  | 66  | 83  | 129 | 154 | 160 | 153 | 90  | 67  | 74  | 71  | Σ | 1169 |
|                       |     |     |     |     |     |     |     |     |     |     |     |     |   |      |
| Sonnenstunden (h/d)   | 3   | 4   | 5   | 5   | 6   | 5   | 6   | 6   | 6   | 5   | 3   | 2   | ⌀ | 4,7  |
|                       |     |     |     |     |     |     |     |     |     |     |     |     |   |      |
| Regentage (d)         | 16  | 14  | 13  | 16  | 17  | 18  | 18  | 17  | 14  | 13  | 14  | 14  | Σ | 184  |

| −6 |

| −5 |

| −1 |

| 4 |

| 8 |

| 11 |

| 13 |

| 13 |

| 10 |

| 5 |

| 0 |

| −4 |

| −6 |

| −5 |

| −1 |

| 4 |

| 8 |

| 11 |

| 13 |

| 13 |

| 10 |

| 5 |

| 0 |

| −4 |

| N i e d e r s c h l a g | 63  | 59  | 66  | 83  | 129 | 154 | 160 | 153 | 90  | 67  | 74  | 71  |
|                         | Jan | Feb | Mär | Apr | Mai | Jun | Jul | Aug | Sep | Okt | Nov | Dez |

### Geschichte
Seit etwa 1820 werden in der Stadt Salzburg regelmäßig meteorologische Daten erhoben und ausgewertet. Seit 1889 besteht die meteorologische Station am Alten Markt in Salzburg, die heute denkmalgeschützt ist. Die heute wichtigste Klimastation der Stadt am Flughafen besteht seit 1939.

### Temperatur und Sonnenstunden
Das langjährige Jahresmittel der Lufttemperatur zwischen 1971 und 2000 beträgt 9,0 °C Die Jahresmitteltemperatur von Graz und Klagenfurt, sowie den südlich der Landeshauptstadt gelegenen Städten des Landes Salzburg ist geringer, jene der Bundeshauptstadt Wien um 1,3° höher. Ähnlich sind mitteleuropaweit die Temperaturwerte von München, Zürich und Prag. Die höchste gemessene Temperatur liegt bei 38,6 °C, die tiefste gemessene Temperatur bei −29,0 °C. Diese Temperaturwerte gelten nicht für thermisch benachteiligte Bereiche der Stadt, etwa im Nahebereich des Untersberges, im Bergschatten der Salzburger Stadtberge und in Langwied. Im Winter ist der Raum von Langwied der stadtweit häufig kälteste Bereich der Stadt.
Die Zahl der Tage mit Schneebedeckung liegt im Durchschnitt bei 60,2 und besitzt dabei durch die Klimaerwärmung langfristig abnehmende Tendenz.
Die durchschnittliche Gesamtsumme der Stunden mit Sonnenschein liegt je Jahr bei 1701,1. Dieser Wert ist am Rand der Beckenumrahmung sowie im Osten, Süden und Norden der Stadtberge teilweise deutlich geringer. Am geringsten ist er stadtweit im Norden des Kapuzinerberges.

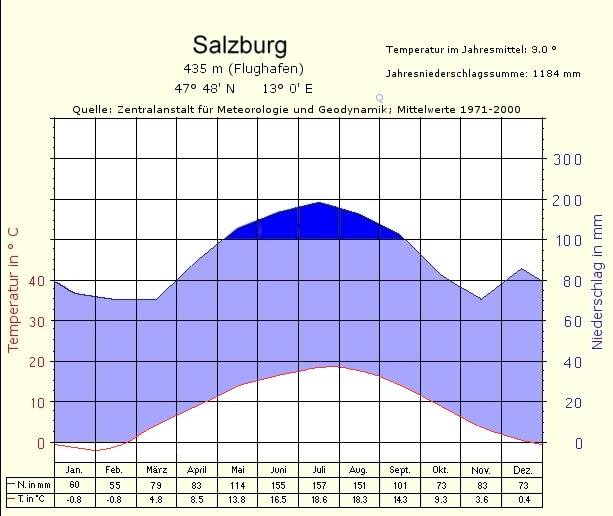
Niederschlag und Temperatur in der Stadt Salzburg

### Niederschlag
Die Stadt Salzburg besitzt gegenüber dem Flachland und insgesamt vergleichsweise hohe Niederschlagsmengen. Sie sind gegenüber der Bundeshauptstadt Wien fast doppelt so hoch. Auch die Zahl der Tage mit Niederschlag ist mit 141,2 vergleichsweise hoch. Durch die Stauwirkung der Kalkalpen sind besonders im Süden der Stadt höhere Niederschlagsmengen als im nordwestlich angrenzenden Alpenvorland aber auch als in einem Großteil der inneralpinen Räume des Landes Salzburgs zu verzeichnen. Durch die Lage am Nordrand der Alpen tritt Föhn häufig auf. Auf diesen Umstand sind wesentlich auch die vergleichsweise hohen Mitteltemperaturen der Stadt zurückzuführen. Zu den klimatischen Besonderheiten zählt auch die vermehrte Neigung zur Inversion der Temperatur.

### Wind
Gegenüber dem Flachland besitzt die Stadt dominante Lokalwinde. Bei den Luftbewegungen sind grundsätzlich zwei Richtungen wichtig: der horizontale und der vertikale Austausch. Der vertikale und horizontale Luftaustausch bewirkt zusammen eine Abschwächung der städtischen Wärmeinsel und führen zur insgesamt guten Erneuerung der durch Schadstoffe belasteten Luft der Stadt. Im Süden der Stadt und in der salzachnahen Innenstadt werden die großräumigen West-Ost gerichteten Winde weitgehend zu Nord – Süd-Strömungen abgelenkt. Am Flughafen überwiegen dabei noch NW-SO verlaufende Winde. An den Hängen des breiten Tales herrschen Berg- und Talwinde, die ebenfalls Nord-Süd bestimmt sind und einen typischen gleichbleibenden Tagesverlauf besitzen. Die Frischluftzufuhr der Stadt erfolgt daher aus Süd bis Südost und aus Nord bis Nordwest.
Die Haupt-Strömungsachse der Winde verläuft im Westen über Anif und Maxglan mit dem Flughafen bis Bergheim. Im Osten des Salzburger Beckens (Hallwang, Parsch, Aigen) sind schwache und lokale Winde vorherrschend.
Gut durchlüftet sind so der Westteil der Stadt mit dem Leopoldskroner Moos, ein Großteil von Maxglan und Liefering sowie Nahbereiche der Salzach. Zu den gut durchlüfteten Bereichen zählen auch Teile von Gnigl und Schallmoos. Nur mäßig durchlüftet sind der Süden der Stadt (südlich von Rainberg, Mönchsberg und Kapuzinerberg) und der Raum von Kasern und Itzling. Schlecht durchlüftet sind die Räume Riedenburg, die gaisbergnahen Teilen von Aigen, der hangnahe Raum nördlich und südlich des Kapuzinerberges und der Raum von Langwied. Auch Teile der Altstadt und die hangnahen Bereiche um den Mönchberg und den Rainberg samt einem Großteil des Nonntales zählen zu den schlecht belüfteten Teilen der Stadt.
Die mittlere Windgeschwindigkeit beträgt in der Stadt Salzburg 2,3 m/s. sie ist gegenüber dem Alpenvorland herabgesetzt, da vor allem Ostwinde nur abgeschwächt ins Salzburger Becken gelangen. Die Windstärken sind aber höher als in Klagenfurt (1,4 m/s) oder Graz (1,5 m/s) bzw. den meisten anderen österreichischen Städten inneralpiner Beckenlagen. Starkwinde mit einer Geschwindigkeit von mehr als 40 km/h treten vor allem in der Frischluftschneise in der Nähe des Untersberges und in höheren Lagen des Gaisberges auf.

### Inversionslagen
Die Lage im Salzburger Becken führt nicht selten zu Nebelbildung sowie zur Temperaturumkehr. Kaltluftflüsse aus der Umgebung und die nächtliche Ausstrahlung führen im Salzburger Becken zur Bildung von Kaltluftseen und damit zu Inversionswetterlagen. In dieser Zeit ist mit einem deutlich verminderten Luftaustausch zu rechnen. In dieser Zeit reichert sich die tief liegende Luft zunehmend mit Schadstoffen an. Solche Inversionen der Temperatur treten vor allem in den Monaten Oktober bis März auf.